# Thymaris collaris
Thymaris collaris är en stekelart som först beskrevs av Thomson 1883.  Thymaris collaris ingår i släktet Thymaris och familjen brokparasitsteklar. Arten är reproducerande i Sverige. Inga underarter finns listade i Catalogue of Life.